# Julius Lundwall

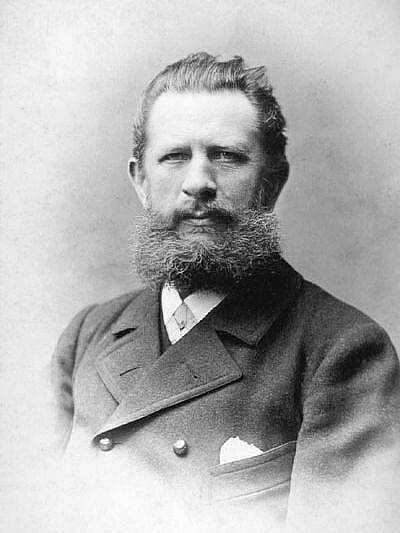
Julius Lundwall

Julius Heinrich Friedrich Lundwall (* 10. Juni 1844 in Wismar, Großherzogtum Mecklenburg-Schwerin; † 14. März 1930 in Troppau, Tschechoslowakei) war ein deutscher bzw. tschechoslowakischer Architekt, Bauingenieur und Bauunternehmer.

## Leben und Wirken
Der Sohn des Großherzoglichen Hofbaumeisters Gustav Gottfried Erich Lundwall und dessen Frau Franziska Dorothea geborene Henkelmann wuchs in Wismar auf und besuchte das dortige Gymnasium Große Stadtschule. Nach seinem Studium an der Königlichen Akademie der Bildenden Künste München sammelte er bei Architekturbüros und Bauunternehmen in Kopenhagen, Berlin, Frankfurt am Main und Würzburg praktische Erfahrungen.
Zu Beginn seiner beruflichen Tätigkeit in Österreich-Ungarn war er am Bau der Zuckerfabriken in Luzan und Preczworsk beteiligt. 1869 erhielt Lundwall von der Zuckerraffinerie AG in Troppau das Angebot zur Mitarbeit am Bau einer Zuckerfabrik auf von der Johanniterkommende gepachtetem Grund und Boden in Wawrowitz. Der Umstand, dass in Troppau seit 1864 eine Filialgemeinde der Schlesischen Evangelischen Kirche A.B. bestand, veranlasste den Protestanten Lundwall in die Stadt zu übersiedeln. Lundwall war von Anfang an in der Kirchgemeinde aktiv und beteiligte sich 1872 am Bau des evangelischen Bethauses.
Zunächst war Lundwall für den Troppauer Baumeister August Bartel tätig. 1882 erhielt er seine Konzession als Baumeister und machte sich selbständig. Zwei Jahre später kaufte Lundwall die Troppauer Spitalmühle, die er zu seiner Familienvilla und zugleich zum Sitz seines Bauunternehmens umgestaltete. Lundwall erweiterte sein Bauunternehmen sukzessive um ein Sägewerk, eine Sandgrube, eine mechanische Ziegelei und eine Verkaufsausstellung für Möbel.
Zwischen 1896 und 1899 errichtete er nach Plänen von Ferdinand Hickel die Evangelische Kirche in Troppau. 1912 kaufte er die Ziegelei Kmentt und im Jahr darauf die Sandgrube des Bauunternehmers Hruschka auf. Lundwalls beide Söhne traten als Prokuristen in das Bauunternehmen ein, später wurden sie Komplementäre. Nach seinem Tod im Jahre 1930 führten die Söhne zunächst das Bauunternehmen „Julius Lundwall“ weiter, später wurde es vom Bauunternehmer Leo Seipel übernommen.
Der Schwerpunkt seines Wirkens lag in Österreichisch- bzw. Tschechisch-Schlesien. Lundwalls Spektrum als Architekt reichte vom Historismus über den Jugendstil bis zur Moderne, wobei er seine Entwürfe zumeist über sein Bauunternehmen selbst realisierte.

## Familie
Julius Lundwall war seit 1886 mit Clara Sophie Katharina Paetow (* 1860), der zweitjüngsten Tochter von Johann Paetow, letzter Erbpächter in Fährdorf auf Poel, verheiratet. Aus der Ehe gingen zwei Söhne hervor:
- Erich (* 1888), er erwarb 1920 das Gut Hahnberg
- Kurt (1892–1972), Gynäkologe, ⚭ 1969 in zweiter Ehe mit Lída Baarová (1914–2000)

## Ehrungen
- 1927: Ehrenmitglied des Vereins Deutscher Ingenieure

## Werke (Auswahl)

### In Opava / Troppau
- Evangelische Bethalle (1872)
- Schlesisches Landesmuseum, Bauausführung nach Plänen von Johann Nepomuk Scheiringer und Franz Kachler (1893–1895)
- Evangelische Kirche, Bauausführung nach Plänen von Ferdinand Hickel (1896–1899), heute Bezirksarchiv
- Lehrerbildungsinstitut, heute Gymnasium
- Villa und Arztpraxis Fritz Pendl (1910–1911)
- Sanatorium Fritz Pendl, Bauausführung nach Plänen des Architekten Keller (1911–1913), heute Entbindungsklinik
- Eislaufpavillon, heute Restaurant „Zimní stadion“
- Gendarmeriedirektion, heute Internat der Handelsakademie
- Kaufhaus Breda & Weinstein, in Zusammenarbeit mit Leopold und Harald Bauer (1927–1928)
- Gymnasium der Matice opavská, nicht erhalten
- Jugendstil-Doppelhaus für die Maler Raimund Alt und Rudolf Hermann
- Jugendstil-Mietshäuser Hradecká ul. Nr. 10 und 10 a
- Eklektizistische Häuser Olomoucká ul. Nr. 2, 7 und 16

### Andernorts
- Staatliche Tabakfabrik Neutitschein, Mähren (1871)
- Schloss Rosdol, Galizien, für Karl Lanckoroński (1874)
- Ziegelei Komorn, Ungarn
- Kinderheim Wagstadt, Mähren (1894)
- Lichnowsky-Mausoleum, Kuchelna, Schlesien (1902–1903)
- Familienmausoleum Keil von Eichenthurn in Olbersdorf, Österreichisch-Schlesien (1907–1908)
- Hans-Kudlich-Warte auf dem Wachberg bei Lobenstein, Österreichisch-Schlesien, Bauausführung nach Plänen der Gebrüder Felgel (1913)[2]